# Macropelopia fittkaui
Macropelopia fittkaui är en tvåvingeart som beskrevs av Ferrarese och Ceretti 1987. Macropelopia fittkaui ingår i släktet Macropelopia och familjen fjädermyggor.
Artens utbredningsområde är Italien. Inga underarter finns listade i Catalogue of Life.